# Diverzifikace (marketingová strategie)
Diverzifikace je marketingová strategie založená na různorodosti nabízených výrobků nebo výběru nových trhů. Jde o politiku rozšiřování obchodovatelného sortimentu, motivovaného snahou o snížení závislosti na trzích s malým odbytem. K diverzifikaci firem nejčastěji dochází prostřednictvím převzetí a fúzí podniků, pomocí nichž firmy zlepšují svoji sortimentní skladbu a zavedené obchodní značky převzatých podniků. Diverzifikovat svou činnost mohou firmy také přechodem do úplně odlišných oblastí obchodování, uvedením na trh dosud neznámých výrobků, pronikáním na neznámé trhy nebo použitím jiné úrovně výrobně-marketingového systému.
Strategie, jak píše Meffert, je charakteristická zaměřením podnikových aktivit na nové výrobky pro nové trhy, jak Meffert, tak i Světlík, se zmiňují o značném riziku při užití této strategie a Světlík navíc o finanční náročnosti z toho důvodu, že výrobce musí hledat nové distribuční cesty a způsoby propagace, obvykle nezná ani své zákazníky, neumí je oslovit, nemusí u nich mít vybudovaný ani silný „image“ protože zákazníci si zpravidla jeho jméno nespojují s novými výrobky.

## Diverzifikace
Diverzifikace jako nástroj výrobkové politiky představuje rozšíření sortimentů o nové druhy produktů ze zcela odlišných oborů výroby či služeb. Diverzifikace se může zaměřit na různé směry.

## Formy diverzifikace
Strategie diverzifikace je charakteristická zaměřením podnikových aktivit na nové výrobky pro nové trhy. Podle stupně rizika souvisejícího s touto strategií je možno rozlišit následující formy diverzifikace: horizontální, vertikální, laterální.
Horizontální diverzifikace – jedná se o rozšíření stávajícího výrobního programu o produkty, které s ním věcně souvisí. Lze tedy využít zkušenosti z již použitých technologií, materiálů či kvalifikovaných pracovníků.
Vertikální diverzifikace – představuje prohloubení programu jak ve směru prodeje dosavadních produktů, tak směrem k surovinám a výrobním prostředkům.
Laterální (soustředěná) diverzifikace – představuje vstup do nových oblastí a trhů.
Zejména u vertikální diverzifikace, v některých případech u laterální, je třeba brát na vědomí protichůdné tendence, které vyvolávají vytváření nových rolí firem v rámci rozšíření hodnotového řetězce o dodavatele a odběratele (supply chain) a vytváření síťových aliancí jak to umožňují moderní informační technologie a technika. Tyto směry jsou původně postaveny na principu uplatnění specializace, která však vede k opačnému efektu a to k vytváření nových kooperací, outsourcingu, fraktální výroby atd.
Dle způsobu realizace diverzifikace můžeme rozlišit diverzifikaci příbuznou a nepříbuznou, které se následně pojí s interní a externí expanzí v oblastech podnikání.
- Výhodou příbuzné varianty expanze je lepší využití trhu a vytvoření větší síly podniku.
- Nepříbuzná varianta expanze nastává, pokud se podnik obává, že je ve stádiu saturace a cítí, že je nepohodlné být závislý na tomto sortimentu nebo jestliže současné výrobky produkují více peněz, které mohou být zpětně investovány do stejné oblasti a existují lepší příležitosti investice do jiných výrobků.[4]

## Růstmarketingovéstrategie
- Intenzivní růst může být zvolen v tomto případě, kdy současné výrobky a současných poskytující možnost zvýšení prodejů, ať již formou jejich zdokonalením, přizpůsobení nebo zcela nové řešení.

- Diverzifikovaný růst se uplatňuje tehdy, kdy jsou vyvíjeny nové výrobky s cílem jejich prodeje na nové trhy. Přesto, že tento trend může vést k relativnímu zvýšení výrobních nákladů, začíná se jako tendence stále více prosazovat vzhledem k novým a rychle se měnícím podmínkám trhu. Umožňuje firmám poněkud eliminovat riziko podnikání tím, že ho rozkládá na více trhů a umožňuje větší výběr alokace zdrojů.

V obou případech jde o inovační růst podniku a to o inovace různých řádů.

## Kdy diverzifikovat?
Před rozhodnutím o diverzifikaci by měla společnost provést následující tři kroky:
1.	Provést analýzu oboru s cílem zjistit, zda nový obor firmy bude atraktivní, jaká bude konkurence, apod.
2.	Provést nákladovou analýzu.
3.	Testovat výhodnost diverzifikace. Diverzifikace by měla firmě přinést konkurenční výhodu.
Investor by měl před rozhodnutím o diverzifikaci nejprve odpovědět na výsledky analýz. Nerespektování nebo podceňování zmíněných pravidel diverzifikace může vést ke zhroucení malých nebo i velkých firem.

## Oblasti diverzifikace
Diverzifikace se vyskytuje ve všech lidských činnostech, (v zemědělství, v průmyslu, ve službách), hlavně však v ekonomice. V zemědělství se například jedná o pěstování několika druhů plodin. V případě, že by jeden druh neuspěl, druhý částečně pokryje ztráty, které jsou nižší a díky zisku z druhé plodiny i únosnější.
Diverzifikace v marketingu
Diverzifikace v marketingu znamená rozšiřování podnikatelských aktivit do podobných či úplně odlišných oborů. Příkladem prvého může být, když mlékárna rozšíří výrobu o čokoládové výrobky nebo přikoupí sodovkárnu (Nestlé), anebo když letecká továrna (SAAB) nebo zbrojovka (Zbrojovka) začne vyrábět i automobily či automobilka (Rolls-Royce) letecké motory. Příkladem druhého může být, když elektro-strojírenská firma založí kapitálovou divizi (GE) nebo když firma pro výrobu elektronických spotřebičů koupí filmové studio a hudební vydavatelství (Sony) či výrobce letadel a zbraní založí softwarovou divizi (Dassault).
Diverzifikace v investičním sektoru
V investičním sektoru se diverzifikuje dle:
- typu a druhu investice (FOREX, komodity, akcie, dluhopisy, ManagedFutures)
- oblast investice (telekomunikace, energetika, jaké měny proti kterým)
- místa investice (např. akciové trhy v Číně nebo "relativně" bezpečnější evropské)
- způsobu investice (kolik a s kým - důležitá je volba brokera)
- času investice (například po krachu, kdy očekáváme růst jednotlivých titulů)